# NGC 1345
NGC 1345 è una galassia a spirale barrata situata nella costellazione dell'Eridano, a una distanza di circa 67 milioni di anni luce dalla nostra Via Lattea.

## Scoperta
La galassia è stata scoperta l'11 dicembre 1835 dall'astronomo britannico John Herschel.

## Descrizione

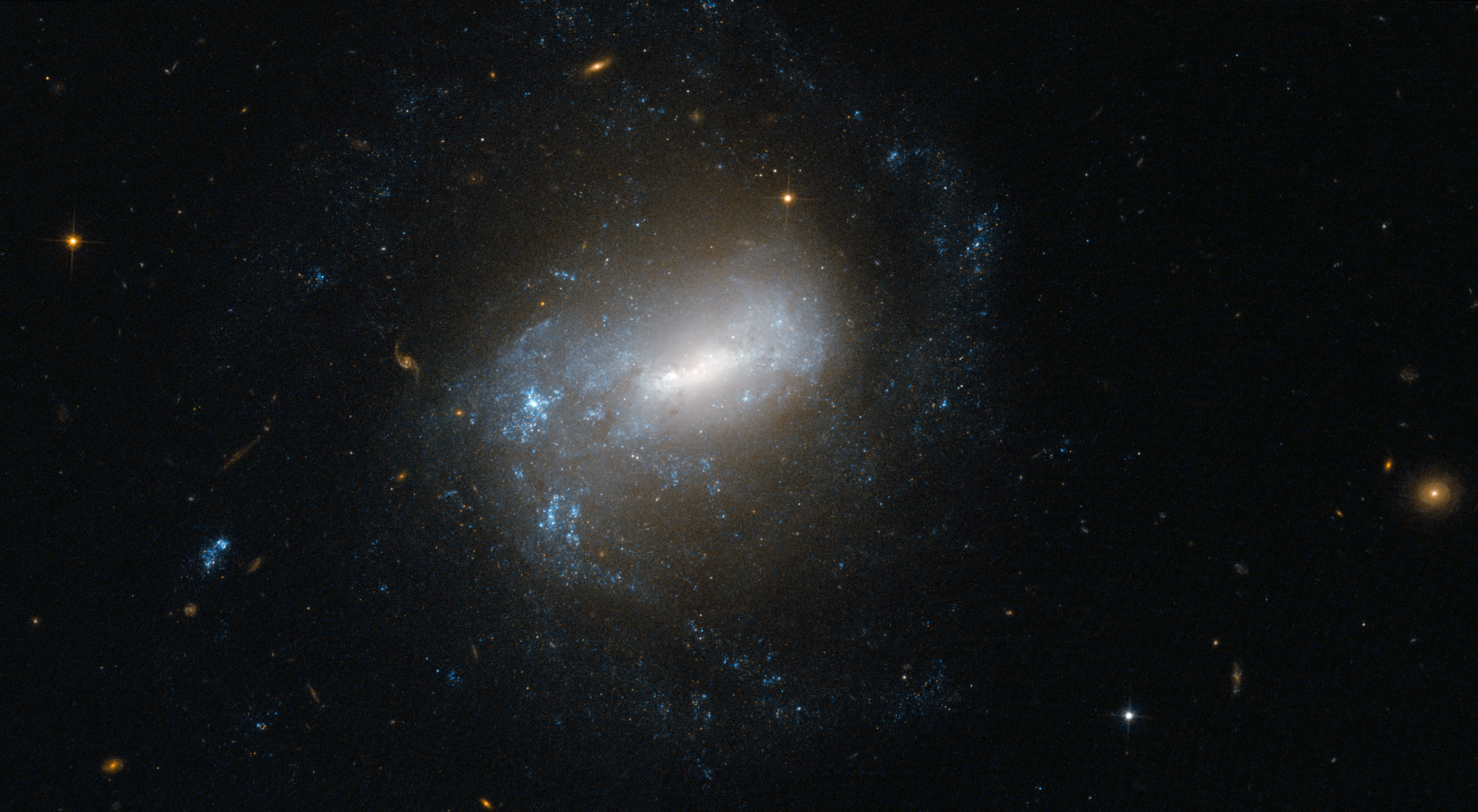
NGC 1345 ripresa dal Telescopio spaziale Hubble.

NGC 1345 ha una classe di luminosità III e presenta una larga riga a 21 cm dell'idrogeno neutro.
Nella galassia sono presenti anche regioni di idrogeno ionizzato.
La galassia fa parte dell'Ammasso di Eridano.
Data la sua luminosità superficiale pari a 14,34, NGC 1345 può essere classificata come una galassia a bassa luminosità superficiale (nella letteratura in lingua inglese abbreviata in LSB, acronimo di Low Surface Brightness). Le galassie LSB sono galassie di tipo diffuso (D) con una luminosità superficiale inferiore di almeno una magnitudine a quella del cielo notturno circostante.